# Oružane snage Austrougarske
Oružane snage Austrougarske bile su oružane snage Austrougarske monarhije. Formirana je nakon Austrougarske nagodbe 1867. godine, kada je došlo do formalnog preuređenja nekadašnje Habsburške monarhije u dvojnu federaciju Austrije i Ugarske, na čelu sa dinastijom Habzburga. Vojska se sastojala od dva roda, kopnene vojske i ratne mornarice. Vrhovni komandant svih oružanih snaga formalno je bio austrijski car (u isto vreme i ugarske kralj), kome je u rukovođenju u miru pomagao Generalštab, a u ratu Vrhovna komanda vojske.

## Struktura
Kopnena vojska Austrougarske se formalno sastojala iz tri posebne vojske:
1. zajednička, carska i kraljevska vojska (Gemeinsame, kaiserlich und königlich, K.u K. Armee)
2. austrijska, carsko-kraljevska vojska ili Landver (kaiserlich-königliche Landwehr, K.K Armee)
3. ugarska, kraljevska vojska ili Honved (Magyar Királyi Honvédség, königlich ungarische Landwehr, K.U. Armee)

Svaka od ovih vojski je u miru imala je poseban budžet i posebnu vojno-teritorijalnu organizaciju pod kontrolom tri posebna ministarstva odbrane, dok su u ratu sve dolazile pod kontrolu Vrhovne komande.
Pored ove tri organizacije kao poseban deo oružanih snaga ustanovljen je i Landšturm (kaiserlich-königlicher Landsturm, Magyar Királyi Népfölkelö), posebno za austrijske a posebno za ugarske zemlje, koji je obuhvatao neobučene obveznike i rezerviste starijih godišta.
Landšturm je bio predviđen kao pomoćna vojska za podršku operativne vojske unutar granica države i kao neka vrsta poslednje odbrane. Kako su u njega ulazili rezervisti preko 32 godine starosti on je u u tom segmentu odgovarao srpskom II pozivu a u ostalim srpskom III pozivu i poslednjoj odbrani. Dva najmlađa godišta landšturma (obučeni obveznici) su u slučaju potrebe mobilisana u jedinice zajedničke vojske, landvera i honveda.

## Vojna obaveza
Vojna obaveza je bila opšta i lična za sve građane Austrougarske i obuhvatala je sve sposobne muškarce između 18. i 42. godine starosti. Na služenje vojnog roka odlazilo se sa 21. godinom, a trajanje vojnog roka iznosilo je tri godine za pešadiju i artiljeriju odnosno četiri za konjicu, međutim na služenje vojnog roka nisu upućivani svi obveznici vec je svake godine određivan potreban kontigent regruta za svaku od tri vojske ponaosob. Na taj način vojnom obukom bio je obuhvaćen samo manji deo regrutnog kontigenta (1910. godine 126,000) što je uslovilo zaostajanje u pogledu broja obučenih vojnika za ostalim velikim silama. Broj prekobrojnih vojnika koji su prolazili samo kroz osmonedeljni kurs iznosio je oko 80,000 godišnje. Tek je u godinama neposredno pred rat došlo do povećanja regrutnih kontigenata ali ni tada služenje vojnog roka nije obuhvatilo sve regrute.
Po nekim podacima (za 1908. godinu) godišnje je u vojne spiskove uvođeno oko 600.000 novih regruta što bi značilo da je vojnom službom bilo obuhvaćeno svega oko 1/3 novoprispelih regruta.
Neposredno pred rat godišnji kontigent uvećan je na 137,570 regruta a istovremeno je planirano i skraćivanje vojnog roka na 2 godine kako bi se povećao broj obučenih obveznika.
Konačno 1912. godine je donet novi Zakon o odbrani koji je predvideo radikalnije povećanje regrutnog kontigenta na 175,877 u 1912. i 200,402 u 1913. godini i uvođenje dvogodišnjeg vojnog roka.
Opšti vojni budžet za 1905. godinu iznosio je oko 468 miliona kruna, od toga je na zajedničku vojsku (sa flotom) otpadalo 360.5 miliona, na landver 64.7 miliona a na honved 42.6 miliona kruna.
Odsluženi vojnici prevođeni su u rezervu aktivne vojske (Reserve) u kojoj su se nalazili do 32. godine života kada su prevođeni u trupe druge linije — Landšturm (Landsturm, Népfölkelö). Prekobrojni regruti nisu odlazili na služenje vojnog roka već su samo dobijali kratkotrajnu obuku (osam nedelja) i prevođeni su u dopunsku rezervu (Ersatzreserve) ili u landšturm. U miru je brojno stanje Austrougarske vojske iznosilo oko 450,000 ljudi, od kojih oko 36,000 oficira, podoficira i vojnih službenika i oko 414,000 vojnika. Najveći deo regruta nalazio se u sastavu zajedničke vojske a manji u sastavu landvera i honveda.

## Zajednička vojska
Zajednička vojska je bila najbrojniji i najvažniji deo austrougarske vojske, uspostavljena je 5. decembra 1868. godine Zakonom o odbrambenoj sili koji je doneo Ugarski sabor a potvrdio car Franc Jozef. Popunjavala se obveznicima sa teritorije čitave Austrougarske i finansirala se iz federalnog budžeta a u miru se nalazila pod kontrolom zajedničkom ministra rata. Ona je predstavljala jedno od glavnih uporišta habsburške dinastije u državi i predstavljala je direktnog naslednika nekadašnje habsburške carske vojske a njeni pukovi su baštinili viševekovnu vojničku tradiciju starih carskih jedinica. Zvanični komandni jezik zajedničke vojske bio je nemački. Po svojoj obuci, naoružanju i komandnom kadru zajednička vojska je predstavljala najbolji deo čitave austrougarske oružane sile.

### Vojno-teritorijalna podela
Teritorija čitave Austro-Ugarske bila je podeljena na 16 korpusnih oblasti (9 u austrijskom, 6 u ugarskom, 1 u Bosni i Hercegovini) a ove dalje na 112 pukovskih okruga. Od pukovskih okruga 3 su davala ljudstvo za ratnu mornaricu dok su preostalih 109 davali ljudstvo za 110 pešadijskih pukova zajedničke vojske. Postojala su 102 pešadijska puka (1-102. Infanterieregiment), 4 puka tirolskih (carskih) lovaca (1-4. Tiroler Jäger Regiment, nezvanično Tiroler Kaiserjäger Regiment) i 4 bosansko-hercegovačka pešadijska puka (1-4. Bosnisch-Hercegovinisches Infanterieregiment). Pored pukova postojala su i 33 samostalna lovačka bataljona od kojih jedan bosansko-hercegovački (1-32. Feldjägertataillone i Bosnisch-Hercegovinisches Feldjägerbataillon), kasnije su 3 lovačka bataljona uključena u sastav tirolskih lovaca pa je 1914. postojalo svega 30 lovačkih bataljona koji su pridavani pojedinim divizijama zajedničke vojske kao ojačanje. Postojala su i 42 konjička puka koji su davali ljudstvo za divizijske konjice i konjičke divizije.
Sa teritorija naseljenih Srbima delimično su regrutovane sledeće jedinice zajedničke vojske
PEŠADIJA:
- 1-4. bosansko-hercegovački pešadijski puk (Sarajevo, Banja Luka, Tuzla, Mostar)
- 6. pešadijski puk (Novi Sad)
- 16. pešadijski puk (Bjelovar)
- 22. pešadijski puk (Sinj)
- 23. pešadijski puk (Sombor)
- 29. pešadijski puk (Veliki Bečkerek-Zrenjanin)
- 46. pešadijski puk (Segedin)
- 52. pešadijski puk (Pečuj)
- 53. pešadijski puk (Zagreb)
- 61. pešadijski puk (Temišvar)
- 70. pešadijski puk (Petrovaradin)
- 78. pešadijski puk (Osjek)
- 79. pešadijski puk (Otočac)
- 86. pešadijski puk (Subotica)
- 96. pešadijski puk (Karlovac)
- Bosansko-hecegovački lovački bataljon (Sarajevo), 31. lovački bataljon (Zagreb), 28. lovački bataljon (Temišvar)

KONJICA:
- 3. husarski puk (Temišvar)
- 4. husarski puk (Temišvar)
- 5. ulanski puk (Zagreb)
- 12. ulanski puk (Zagreb)

ARTILJERIJA:
- 11. artiljerijski puk (Budimpešta)
- 12. artiljerijski puk (Budimpešta)
- 19. artiljerijski puk (Temišvar)
- 20. artiljerijski puk (Temišvar)
- 21. artiljerijski puk (Temišvar)
- 37. artiljerijski puk (Zagreb)
- 38. artiljerijski puk (Zagreb)
- 39. artiljerijski puk (Zagreb)
- 4. haubički puk (Budimpešta)
- 7. haubički puk (Temišvar)
- 13. haubički puk (Zagreb)
- 4. brdski artiljerijski puk (Budimpešta)
- 7. brdski artiljerijski puk (Temišvar)
- 13. brdski artiljerijski puk (Zagreb)
- samostalni brdski divizion (Zagreb)
- 4. teški haubički divizion (Budimpešta)
- 7. teški haubički divizion (Temišvar)
- 13. teški haubički divizion (Zagreb)

### Formacija i organizacija
Zajednička vojska se u miru sastojala se od 16 korpusa (Korps) sa ukupno 33 pešadijske divizije (Infanterie-Truppendivision) i 9 konjičkih divizija (Kavallerie-Truppendivision), kao i dve samostalne brdske brigade.
Korpus se u mirnodopsko vreme načelno sastojao od dve-tri pešadijske divizije, konjičke divizije ili brigade, puka ili diviziona teške artiljerije i inžinjerijskih jedinica.
Pešadijska divizija se obično sastojala od dve pešadijske brigade, artiljerijske brigade i 2-3 eskadrona konjice. Pešadijska brigada se sastojala od 2 pešadijska puka sa po 3-4 bataljona i po jednim mitraljeskim odeljenjem (2 mitraljeza) po bataljonu, pored toga u sastavu brigade se mogao nalaziti i samostalni lovački bataljon. Pored pešadijskih brigada postojale su i posebne brdske brigade koje su imale nešto drugačiju strukturu i bile su namenjene za dejstva u planinskim oblastima.
Konjička divizija se sastojala od dve konjičke brigade (po dva konjička puka) i artiljerijskog diviziona.
Ratna formacija pešadijske divizije zajedničke vojske
14. pešadijska divizija
- 27. pešadijska brigada

71. pešadijski puk, 72. pešadijski puk, 11. lovački bataljon
- 28. pešadijska brigada

48. pešadijski puk, 76. pešadijski puk, 19. lovački bataljon
- divizijska konjica: 1. i 2. eskadron 5. husarskog puka
- 14. artiljerijska brigada

14. artiljerijski puk, 1. divizion 5. haubičkog puka
ukupno u diviziji: 15 bataljona, 2 eskadrona, 7 baterija (42 topa i haubice) i 30 mitraljeza.

## Austrijski Landver
Landver je predstavljao oružanu snagu austrijskog dela dvojne monarhije (zvaničan naziv ovog dela monarhije bio je zapravo  Kraljevine i zemlje zastupljene u Carevinskom veću ) i u miru se nalazio se pod kontrolom austrijskog ministarstva odbrane. U pogledu vojne obaveze i trajanja vojnog roka nije postojala razlika između zajedničke vojske i landvera. Pošto se popuna zajedničke vojske i landvera vršila sa istih područja raspoređivanje regruta u jednu ili drugu vojsku vršeno je kockom, s tim što je veći deo regruta upućivan u zajedničku vojsku a manji u landver. Tako je 1910. godine od obveznika iz austrijskog dela monarhije oko 60,000 raspoređeno za službu u zajedničkoj armiji a oko 20,000 za službu u landveru. Iako je zvanično uspostavljen 13.maja 1869. godine formiranje landvera praktično je počelo tek 1889. godine kada su ustanovljeni prvi pešadijski pukovi nove vojske. Za razliku od zajedničke vojske obuka i kvalitet landvera su bili znatno slabiji, jedinice su bile skorašnjeg datuma i bez ratne tradicije a u određenim oblastima (Češka) i sumnjive lojalnosti dinastiji. Najbolji deo landvera činile su jedinice regrutovane u nemačkim delovima austrijskog carstva a posebno jedinice regrutovane u Tirolu i Foralbergu takozvani zemaljski strelci — Landesschützen koje su imale niz privilegija koje su ih razlikovale od drugih jedinica. Kao znak priznanja za uspehe u dotadašnjem toku rata sve landverske jedinice su 1917. godine odlukom austrijskog ministra odbrane preimenovane u streljačke.

### Vojno-teritorijalna podela
Austrijski deo monarhije bio je podeljen na 9 landverskih oblasti koje su se dalje delile na pukovske okruge, ova podela se samo delimično poklapala sa vojno-teritorijalnom podelom zajedničke vojske pošto je postojalo 38 landverskih pukovskih okruga naspram 58 pukovskih okruga zajedničke vojske u austrijskim zemljama. Postojala su 35 landverska pešadijska puka (Landwehr-Infanterieregiment), 2 landverska brdska puka (Gebirgschützen Regimente, od 1917) i 3 puka zemaljskih strelaca (Landesschützen-Regimente). Za razliku od pukova zajedničke vojske koji su imali 4 bataljona landverski pukovi su imali 3 bataljona.
Sa teritorija naseljenih Srbima delimično su regrutovane sledeće jedinice landvera:
PEŠADIJA:
- 23. landverski pešadijski puk (Zadar)
- 37. landverski pešadijski puk (Gruž)

KONJICA:
- Dalmatinski konjički streljački divizion

### Formacija i organizacija
U miru je postojalo 8 landverskih pešadijskih divizija (Landwehr-Infanterie-Truppendivision). Formacija divizije bila je slična diviziji zajedničke vojske ali sa nešto jačom artiljerijom. Nisu postojale posebne landverske konjičke divizije a od konjice postojala su samo 6 ulanskih pukova i 2 diviziona konjičkih strelaca, te su usled nedostatka konjice u ratu landverske divizije pojačavane konjicom zajedničke vojske.
ratna formacija landverske pešadijske divizije
21. landverska pešadijska divizija
- 41. landverska pešadijska brigada

6. landverski pešadijski puk, 7. landverski pešadijski puk
- 42. landverska pešadijska brigada

8. landverski pešadijski puk, 28.landverski pešadijski puk
- divizijska konjica: 1. i 3. eskadron 14. dragunskog puka
- 21. artiljerijska brigada

23. poljski artiljerijski puk, 21. poljski artiljerijski divizion, 21. poljski haubički divizion
ukupno: 12 bataljona, 2 eskadrona, 8 baterija (48 topova i haubica) i 24 mitraljeza.

### Austrijski Landšturm
U okviru landvera postojale su i trupe druge linije pod nazivom Landšturm (Kaiserlich-königlicher Landsturm) koje su bile predviđene za teritorijalnu odbranu i službu u pozadini. Obveznici landšturma su bili svi vojno sposobni muškarci koji nisu bili u sastavu zajedničke vojske i landvera i njihove rezerve. Landšturm je imao dva poziva, prvi je obuhvatao ljudstvo do 37 godina starosti a drugi do 42 godine starosti. Landšturnm je prvobitno bio zamišljen kao pomoćna vojska, kako je međutim landver 1888. prerastao u vojsku prve linije landšturm je preuzeo ulogu landvera kao vojska druge linije.
Landšturm nije imao svoju mirnodopsku organizaciju već su landšturmske jedinice formirane samo u slučaju rata. Osnovna jedinica landšturma bio je puk koji se regrutovao sa istog područja kao i odgovarajući landverski puk i nosio isti brojni naziv (ukupno 37 landšturmskih pešadijskih pukova — k.k. Landsturm Infanterie Regiment), u ove jedinice regrutovani su obveznici prvog poziva landšturma dok su obveznici drugog poziva služili u pozadinskim (etapnim) i teritorijalnim jedinicama i ustanovama. Pešadijski pukovi landšturma su po godištu obveznika i naoružanju i opremi odgovarali srpskom drugom pozivu, dok su landšturmski etapni i teritorijalni pukovi (Landsturmetappen, Landsturmterritorialregiment) odgovarali srpskom trećem pozivu. U slučaju rata landšturmski puvkoi su formirani u brigade kojima je pridavana konjica i artiljerija. Najstariji obveznici landšturma činili su radna i pomoćna odeljenja koja su po svojoj ulozi odgovarali srpskoj Poslednjoj odbrani.

## Ugarski Honved
Honved (Magyar Királyi Honvédség, königlich ungarische Landwehr) je bila vojska ugarskog dela Austro-Ugarske carevine (Kraljevina Ugarska). Honved je formiran 5. decembra 1868. godine nakon Austro-ugarske nagodbe kao rezultat težnje vladajućih ugarskih krugova za nezavisnom nacionalnom armijom koja bi bila protivteža zajedničkoj vojsci koja je smatrana uporištem habsburškog centralizma. Iako je prvobitno zamišljen kao milicija koja bi služila samo za odbranu Ugarske Honved je vremenom postao prava regularna vojska. Honved se nalazio pod kontrolom ugarskog ministarstva odbrane i imao je mađarski kao službeni jezik. Godišnji kontigent regruta honveda određivan je zakonima i u godinama pred Prvi svetski rat je postepeno povećavan, 1890. iznosio je 12,5000, 1912: 17,500, 1913: 21,500 i 1914:25,000 regruta.
U okviru Honveda nalazilo se i ugarsko hrvatsko-slavonsko kraljevsko Domobranstvo koje je činilo jedan (šesti) honvedski vojni okrug. Domobranstvo se od honveda razlikovalo po službenom jeziku (srpsko-hrvatski) i posebnim oznakama.

### Vojno-teritorijalna podela
Kraljevina Ugarska je u vojnom pogledu bila podeljena na 7 honvedskih oblasti koje nisu odgovarale korpusnim područjima zajedničke vojske, oblasti su dalje bili podeljene na 28 pukovska koji su davali ukupno 32 pešadijska puka od kojih 4 hrvatsko-slavonskog domobranstva. Za razliku od pukova zajedničke vojske koji su imali 4 bataljona landverski pukovi su uglavnom imali 3 bataljona.
Sa teritorija naseljenih Srbima delimično su regrutovane sledeće jedinice honveda:
PEŠADIJA:
- 6-7. honvedski pešadijski pukovi (Subotica, Vršac)
- 19. honvedski pešadijski puk (Pečuj)
- 25-28. honvedski pešadijski pukovi (Zagreb, Karlovac, Sisak, Osijek)

KONJICA:
- 4. husarski puk
- 10. husarski puk

### Formacija i organizacija
U miru je postojalo 8 honvedskih pešadijskih divizija, tako da je svaka vojna oblast davala po jednu pešadijsku diviziju dok je jedna (20. honvedska divizija) popunjavana prekobrojnim ljudstvom sa područja tri vojne oblasti. Za razliku od landvera u okviru honveda su postojale i dve konjičke divizije. Formacija honvedskih divizija bila je slična formaciji divizija zajedničke vojske i landvera s tim što su honvedske divizije tek 1913. godine dobile svoje posebne honvedske artiljerijske pukove pored dotadašnjih artiljerijskih pukova koji su pripadali zajedničkoj vojsci. Usled toga je artiljerija honvedskih divizija bila nešto jača nego artiljerija divizija zajedničke vojske a i nekih landverskih divizija.
ratna formacija honvedske pešadijske divizije:
37. honvedska pešadijska divizija
- 73. honvedska pešadijska brigada

13. honvedski pešadijski puk, 18. honvedski pešadijski puk
- 74. honvedska pešadijska brigada

14. honvedski pešadijski puk, 15.honvedski pešadijski puk
- divizijska konjica: 5. i 6. eskadron 5. husarskog puka
- 37. artiljerijska brigada

13. poljski artiljerijski puk, 4. honvedski poljski artiljerijski puk
ukupno: 12 bataljona, 2 eskadrona, 9 baterija (54 topova i haubica) i 24 mitraljeza.

### Ugarski landšturm
I na teritoriji Kraljevine Ugarske postojao je landšturm (Magyar Királyi Népfölkelö) koji je po svojoj nameni i sastavu u potpunosti odgovarao austrijskom landšturmu. U miru nije postojala posebna organizacija landšturma a u ratu je bilo predviđeno podizanje 32 pešadijska puka i veći broj konjičkih diviziona. Kao i austrijski i ugarski landšturm je u slučaju rata formiran u brigade osposobljene za sadejstvo sa operativnom vojskom.

## Vojno uređenje Bosne i Hercegovine
Bosna i Hercegovina su imale donekle drugačije vojno uređenje od ostatka Austrougarske koje je proisticalo iz njenog posebnog položaja u okviru monarhije. Bosna nije pripadala ni austrijskom ni ugarskom delu monarhije već je predstavljala njihov zajednički posed (kondominijum) pod upravom zajedničkog ministra finansija. Samim tim u Bosni nisu postojali landver ili honved već su svi vojni obveznici služili u zajedničkoj vojsci. U Bosni takođe nije postojao ni landšturm već su obveznici prema godištima razvrstavani u tri kategorije koje su služile kao rezerva aktivnim jedinicama regrutovanim u Bosni. Bosna i Hercegovina su u miru davale 4 pešadijska puka i jedan lovački bataljon. Usled nepoverenja austrougarskih vlasti u lojalnost stanovništva Bosne bosanski pukovi su većim delom bili stacionirani u raznim delovima monarhije dok su u Bosni bile stacionirane jedinice iz ostatka monarhije. Usled toga su 15. i, delimično, 16. korpus, koji su pokrivali teritoriju Bosne i Hercegovine, popunjavani ekstrateritorijalno bataljonima detašovanim iz drugih korpusnih oblasti, dok su same bosanske jedinice ulazile u sastav divizija iz drugih korpusnih oblasti. Samo 5 pešadijskih bosanskohercegovačkih bataljona (od 20) je ulazilo u jedinice iz sastava 15. i 16. korpusa dok su ostali ulazili u sastav jedinica drugih korpusnih oblasti.

## Prvi svetski rat

### Mobilizacija 1914.
Delimična mobilizacija austrougarske vojske za rat protiv Srbije proglašena je 25. jula 1914 s tim što je prvi dan mobilizacije određen za 28. jul, a 31. avgusta je proglašena i opšta mobilizacija celokupne oružane sile usled otpočinjanja opšte mobilizacije u Rusiji.
Mobilizacija je obuhvatila godišta od 1872. do 1893 tj. obveznike do 42 godine starosti. Pored već postojećih jedinica zajedničke vojske, landvera i honveda koje su dopunjene do formacijskog brojnog stanja, formirane su nove jedinice landšturma (ukupno 233 bataljona) i dopunske jedinice za popunu gubitaka tzv. marševske jedinice (ukupno 164 bataljona). Po okončanju mobilizacije celokupna vojna sila Austro-Ugarske sastojala se od:
- 18 korpusa (16 mirnodopskih i 2 novoformirana)
- 50 pešadijskih divizija (32 zajedničke vojske, 8 lanverskih, 8 honvedskih, 2 novoformirane austrijskog landšturma)
- 19 samostalnih pešadijskih brigada
- 5 samostalnih brdskih brigada
- 14 marševskih brigada
- 11 konjičkih divizija

Brojno stanje vojske po okončanju mobilizacije iznosilo je:
- 1094 1/2 bataljona pešadije
- 425 eskadrona konjice
- 483 baterija
- 155 inženjerskih četa

Ukupno 3,350,000 ljudi od toga: 1,421,250 ljudi u operativnim jedinicama, 400—600,000 u pozadinskim jedinicama i oko 1,350,000 ljudi raspoloživih za popunu gubitaka.

### Balkansko ratište
Austrougarska vojska je bila veoma složena institucija i sastojala se od višenacionalnih jedinica regrutovanih među 11 naroda — Austro-Njemaca, Mađara, Italijana, Rumuna, Čeha, Slovaka, Poljaka, Rutena (Ukrajinaca), Slovenaca, Srba i Hrvata; organizovanih u pet vojnih struktura.
Snage tri „prva poziva” (muškarci uzrasta od 18 do 33 godine) su sačinjavale — pešadijske i konjičke divizije austrougarske Carske i kraljevske zajedničke armije (Kaiserliches und Koningliches Gemeinsames Heer); pešadijske divizije (Landwehr, od 1. maja 1917. „streljačke” — Schutzen) austrijskih Carskih i kraljevskih odbrambenih snaga (Kaiserliche Koningliche Landwehr) i pešadijske (Honvedseg) i konjičke (Huszar) divizije ugarskih Kraljevskih odbrambenih snaga (Magay kiralyi Honvedseg). Austrijska Carsko-kraljevska teritorijalna armija (Kaiserliche Koningliche Landsturm) i ugarska Kraljevska teritorijalna armija (Magay kiralyi Nepfelkelo) su sačinjavali „drugi poziv” statičnih odbrambenih snaga i obuhvatala je ljude uzrasta od 34 do 55 godina. Jezik kojim su izdavane komande u Zajedničkoj armiji i austrijskoj vojsci je bio nemački, a za ugarske snage mađarski jezik. Do avgusta 1914. godine je mobilisano blizu 1.800.000 ljudi, da bi se u maju 1918. godine taj broj popeo do 3.194.000. Armijski vazdušni korpus (Luftschiffer undfleigertruppe)koji je bio deo Zajedničke armije, i Pomorski vazdušni korpus (Seefleigrkorps) su operisali na zapadnom Balkanu.
Balkanski Sloveni su bili najveća nacionalna zajednica u austrougarskoj vojsci u avgustu 1914. godine. Bilo je 563.400 (31,3 %) Srba i Hrvata (uključujući i Bosance) i 50.400 (2,8%> Slovenaca. Od 16 austrougarskih vojnih oblasti, četiri su obuhvatale Balkan i u njima je regrutovano 7 divizija: 13. hrvatsko-slavonska oblast (7. i 36. peš. div.); 15. bosansko-hercegovačka oblast (1. i 18. pež. div.); 16. dalmatinska oblast (4. i 5. brdska brigada); 3. južnoaustrijska — slovenačka oblast (6. i 28. peš. i 22. streljačka div.). Sedma hrvatsko-slavonska oblast je preimenovana u Slavonsko domobranstvo i u njoj je komandni jezik bio hrvatski, a njena 42. divizija je nazvana Vražja divizija.
Pet od ovih divizija (1,7, 18, 36. i 42) su se borile u Srbiji tokom 1914. godine, ali su nakon toga, sa izuzetkom 7. pešadijske divizije koja je bila u Rumuniji, ostale jedinice prebačene na Italijanski front zbog straha od dezertiranja Srba i Hrvata. Međutim, pouzdane bosansko-hercegovačke jedinice su služile u 37 divizija, najčešće na Italijanskom frontu, ali takođe i u Srbiji i Albaniji (18, 47, 53, 57, 59. 62, 63, 81. div. i istočni korpus), kao i u Rumuniji (71-73 div.).
Komanda grupe armija je koordinirala armijama i korpusima; armiju su sačinjavala dva do četiri korpusa ili ad hoc „snage” (Grup-pen), a svaki korpus je brojao od jedne do tri divizije. Pet armija sa 42 divizije je ratovalo na Balkanu.
Osamnaest (uključujući pet balkanskih) divizija se borilo na Srpskom frontu 1914. godine 5. armija, sa 8. korpusom (9. peš. i 21. Landivehr div.) i 13. korpusom (36. peš. i 42. domobranska div.); 6. armija, sa 15. korpusom (1. i 48. peš. div.) i 16. korpusom (18. peš. div.); pet štabnih divizija Balkanske armije (7. i 47. peš. 23. i 40. Honvedseg div.); ido avgusta 1914. godine 2. armija, sa4. korpusom (31. i 32. peš. i 5. Huszar div.), 7. korpusom (17. i 34. peš. div.) i 9. korpusom (29. peš. div.).
Devet divizija se borilo 1915. godine. Organizovane su u 3. armiju sa 11. korpusom (30. i 53. peš. div.) i 14. korpusom (8. i 13. peš. i 44. Landtvehr div.) i nezavisne 57, 59, 62. i 63. pešadijsku diviziju. Albanski garnizon koji se sastojao od 19. korpusa (47. i 81. peš. div. i 220. Landsturm brigada) je u avgustu 1918. godine preimenovan u Grupu armija Albanija. Bosansko-hercegovačka i dalmatinska komanda je imala 45. Landioehr diviziju, okupaciona vojska u Crnoj Gori šest bataljona a u Srbiji pet. U septembru 1918. godine, 11. korpus (9. i 30. peš. div.) je pojačao 11. nemačku armiju u Makedoniji; a četiri bataljona istočnog korpusa {Ostenkorps), koji je trebalo da ide za Palestinu, pomagala su u odbrani Albanije.
U avgustu 1916. godine ugarsku Transilvaniju je branila 1. armija (61. i 71. peš. div., 16, 19, 143-5. peš. brig. i 1. konj. Nepfelkelo brig., a kasnije i 10. i 11. bavarska peš. div.). Tri divizije (51. Honvedseg, 73. peš. i 1. konj.) i tri brigade (2, 8. i 10) su služile u nemačkoj 9. armiji, a obe ove armije (1. i 9 — prim. prev.) su bile deo Grupe armija nadvojvode Jozefa. U junu 1917. godine 1. armiju su sačinjavale 14 austrougarskih i šest nemačkih jedinica — Gerok i Ruiz grupe (nemačka 1. konj., 37. i 218. peš. div.); 8. korpus (70. i 71. peš. i 8. konj. divizija, 8. brdska brig. i 142. peš. brig.); Lipošak grupa (7. peš., 8. bavarska peš. i 10. konj. div. i 16. brdskabrig.); 6. korpus (39. Honvedseg, 117. i 225. nemačka peš. (\iv.); i 21. korpus (31, 37. i 72. peš. div. i 3. nemačka konjička divizija).

## Izvori i literatura
1. ↑  , I, S. Petersburg 1913, 3
2. ↑  , I, S. Petersburg 1913, 10
3. ↑  , tom 1, 229
4. ↑  Max Schwarte, Der Weltkampf um Ehre und Recht, Lajpcig-Berlin 1919, tom 1, 86-87.
5. ↑  Шапошников, Борис Михайлович, Мозг армии, Moskva 1927, tom 1, 52
6. ↑  Milan Pojić, Ustroj austrougarske vojske na ozemlju Hrvatske 1868—1914, Arhivski vjesnik 43, 2000, p. 148
7. ↑  Milan Pojić, Ustroj austrougarske vojske na ozemlju Hrvatske 1868—1914, Arhivski vjesnik 43, 2000, p. 159
8. ↑   I, S. Petersburg 1913, 6.
9. 1 2
10. ↑  Milan Pojić, Ustroj austrougarske vojske na ozemlju Hrvatske 1868—1914, Arhivski vjesnik 43, 2000, p. 154
11. ↑  Milan Pojić, Ustroj austrougarske vojske na ozemlju Hrvatske 1868—1914, Arhivski vjesnik 43, 2000, p. 156
12. ↑  , I, S. Petersburg 1913, 7
13. ↑  Vojna enciklopedija, knj. 1, Beograd 1970, 771.

## Spoljašnje veze
i . Beč, 1791—1914